# Creative Industries Federation
Creative Industries Federation är en nationell organisation för evenemangsbranschen, inklusive konst och utbildningar inom alla dessa områden i Storbritannien.
Dom agerar som representant för branschens alla aktörer och knyter även samman den privata och den offentliga sektorn.

## Beskrivning
Organisationen skapades officiellt i november 2014. Och grundare för organisationen är John Kampfner.
Ambitionen var att skapa en övergripande representant för en bransch som har varit den snabbast växande i den brittiska ekonomin under det senaste årtiondet. 
Creative Industries Federation har tillsammans med regeringen bildat ett råd som kallas för The Creative Industries Council för att kunna vara med och påverka de politiska beslut som rör branschen.
Enligt organisationen så omsatte branschen mer än vad bilindustrin, flygindustrin, livsmedelsindustrin och oljeindustrin sammanlagt omsatte under 2018.